# 61. pehotni polk (Italija)
61. pehotni polk Sicilia/Trento (izvirno italijansko 61º Reggimento fanteria) je bil pehotni polk Kraljeve italijanske kopenske vojske.

## Zgodovina
Med prvo svetovno vojno je bil polk nastanjen na italijanski fronti, v Albaniji, Makedoniji in v Bolgariji, medtem ko je bil polk med drugo svetovno vojno (1941-43) nastanjen v Severni Afriki.